# Erik Cardoso
Erik Felipe Barbosa Cardoso (* 3. März 2000 in Piracicaba) ist ein brasilianischer Leichtathlet, der sich auf den Sprint spezialisiert hat. Mit der brasilianischen 4-mal-100-Meter-Staffel wurde er 2021 und 2023 Südamerikameister und siegte 2023 bei den Panamerikanischen Spielen.

## Sportliche Laufbahn
Erste Erfahrungen bei internationalen Meisterschaften sammelte Erik Cardoso 2017 bei den Jugendweltmeisterschaften in Nairobi, bei denen er im 100-Meter-Lauf mit 11,20 s in der ersten Runde ausschied. Zwei Jahre später erreichte er bei den Südamerikameisterschaften in Lima in 21,20 s den fünften Platz im 200-Meter-Lauf und gewann mit der brasilianischen 4-mal-100-Meter-Staffel in 39,91 s die Silbermedaille hinter dem Team aus Venezuela. Anschließend siegte er bei den U20-Südamerikameisterschaften in Cali in 10,23 s über 100 Meter und schied über 200 Meter mit 21,87 s im Vorlauf aus, während er mit der Staffel in 40,30 s die Goldmedaille gewann. Daraufhin nahm er mit der Staffel an der Sommer-Universiade in Neapel teil und kam dort im Vorlauf zum Einsatz. Bei den Panamerikanischen-U20-Meisterschaften in San José wurde er in 10,39 s Fünfter über 100 Meter und schied über 200 Meter mit 21,97 s in der ersten Runde aus. Zudem gewann er mit der Staffel in 39,10 s die Bronzemedaille. 2021 siegte er in 39,56 s gemeinsam mit Felipe Bardi, Derick Silva und Bruno de Barros in der 4-mal-100-Meter-Staffel bei den Südamerikameisterschaften in Guayaquil. Mitte Oktober siegte er in 10,25 s bei den U23-Südamerikameisterschaften ebendort über 100 Meter und wurde im Staffelbewerb disqualifiziert. Anfang Dezember gewann er auch bei den erstmals ausgetragenen Panamerikanischen Juniorenspielen in Cali in 10,33 s die Goldmedaille über 100 Meter und siegte in 39,21 s auch im Staffelbewerb.
2022 belegte er bei den Hallensüdamerikameisterschaften in Cochabamba in 6,71 s den vierten Platz im 60-Meter-Lauf und anschließend schied er bei den Hallenweltmeisterschaften in Belgrad mit 6,73 s in der ersten Runde aus. Anfang Mai siegte er in 10,12 s über 100 Meter beim Grande Prêmio Brasil Caixa und belegte dann bei den Ibero-Amerikanischen Meisterschaften in La Nucia in 10,32 s den vierten Platz und gewann mit der 4-mal-100-Meter-Staffel in 39,32 s die Bronzemedaille hinter den Teams aus Spanien und der Dominikanischen Republik. Daraufhin schied er bei den Weltmeisterschaften in Eugene mit 10,15 s im Halbfinale über 100 Meter aus und belegte im Staffelbewerb in 38,25 s im Finale den siebten Platz. Im September verteidigte er bei den U23-Südamerikameisterschaften in Cascavel mit neuem Meisterschaftsrekord von 10,08 s seinen Titel über 100 Meter und sicherte sich in 39,61 s die Silbermedaille im Staffelbewerb hinter dem kolumbianischen Team. Kurz darauf kam er bei den Südamerikaspielen in Asunción mit der Staffel nicht ins Ziel. Im Jahr darauf gewann er bei den Südamerikameisterschaften in São Paulo in 9,97 s die Silbermedaille über 100 Meter hinter dem Surinamer Issam Asinga und siegte mit der Staffel in 38,70 s gemeinsam mit Paulo André de Oliveira, Felipe Bardi und Rodrigo do Nascimento. Im August schied er bei den Weltmeisterschaften in Budapest mit 10,36 s im Vorlauf über 100 Meter aus und wurde mit der Staffel im Finale disqualifiziert. Ende Oktober belegte er bei den Panamerikanischen Spielen in Santiago de Chile in 10,36 s den vierten Platz über 100 Meter und siegte in 38,68 s mit der Staffel gemeinsam mit Rodrigo do Nascimento, Felipe Bardi und Renan Gallina. 2024 gelangte er bei den Hallensüdamerikameisterschaften in Cochabamba mit 6,84 s auf den siebten Platz und anschließend schied er bei den Hallenweltmeisterschaften in Glasgow mit 6,87 s in der Vorrunde aus. Im Mai wurde er bei den World Athletics Relays in Nassau in 38,72 s Dritter im A-Lauf der zweiten Qualifikationsrunde der 4-mal-100-Meter-Staffel. Kurz darauf belegte er bei den Ibero-Amerikanischen Meisterschaften in Cuiabá in 10,29 s den vierten Platz über 100 Meter und gewann über 200 Meter in 20,50 s die Bronzemedaille hinter dem Dominikaner José González und Juan Ciampitti aus Argentinien. Zudem siegte er in 39,19 s im Staffelbewerb. Im August schied er bei den Olympischen Sommerspielen in Paris mit 10,35 s in der ersten Runde über 100 Meter aus und verpasste mit der Staffel mit 38,74 s den Finaleinzug.
2025 verpasste er bei den Hallensüdamerikameisterschaften in Cochabamba mit 6,80 s den Finaleinzug über 60 Meter. Ende April belegte er bei den Südamerikameisterschaften in Mar del Plata in 10,31 s den fünften Platz über 100 Meter und gewann mit der 4-mal-100-Meter-Staffel in 39,62 s die Silbermedaille hinter dem kolumbianischen Team. 
2022 wurde Cardoso brasilianischer Meister in der 4-mal-100-Meter-Staffel.

## Persönliche Bestzeiten
- 100 Meter: 9,97 s (+0,8 m/s), 28. Juli 2023 in São Paulo
  - 60 Meter (Halle): 6,68 s, 1. Februar 2025 in Bragança Paulista
- 200 Meter: 20,44 s (+0,8 m/s), 18. September 2022 in Cuiabá